# Gerwyn Price
Gerwyn Stephen Price, född 7 mars 1985, är en walesisk dartspelare. Han är en trefaldig mästare av Grand Slam of Darts och i januari 2021 blev han världsmästare efter att besegrat Gary Anderson med 7–3 i finalen av World Darts Championship (VM) 2021.  Därmed blev han den första walesare att vinna VM i Dart. 
Han innehar smeknamnet "The Iceman" och tävlar sedan 2014 för Professional Darts Corporation (PDC). Han är känd för sin explosiva personlighet och högljudda firanden på scenen. 
Price har även tävlat i rugby samt rugby union men avslutade sin rugbykarriär 2014 för att koncentrera sig helt på dart. 